# بني كرامة (أمتار)
بني كرامة هي إحدى مشيخات المملكة المغربية، تتبع جغرافيا لإقليم شفشاون وإداريًا لأمتار. يقدر عدد سكانها بـ 1374 نسمة حسب الإحصاء الرسمي للسكان والسكنى لسنة 2004.